# Chris Ford
Christopher Joseph "Chris" Ford (Atlantic City, Nueva Jersey, 11 de enero de 1949-Filadelfia (Pensilvania), 17 de enero de 2023) fue un jugador y entrenador de baloncesto estadounidense que jugó durante diez temporadas en la NBA y fue durante otras diez entrenador en diferentes equipos. Con 1,96 m de altura, jugaba de base. Es recordado por ser el primer jugador en la historia de la NBA en anotar un triple para Boston Celtics, cuando la norma se puso en marcha en 1979, ante Houston Rockets.

## Trayectoria deportiva

### Universidad
Jugó durante cuatro temporadas con los Wildcats de la Universidad de Villanova, con los que promedió en total 15,7 puntos, seis rebotes y 5,5 asistencias.

### Profesional
Fue elegido en la segunda ronda del Draft de la NBA de 1972, en el puesto diecisiete, por Detroit Pistons. Jugó con ellos durante seis temporadas, antes de ser traspasado poco después de iniciarse la temporada 1978-79 a Boston Celtics, con los que ganó su único de campeón en 1981. fue un gran jugador en el aspecto defensivo, apareciendo en tres ocasiones entre los diez mejores en el apartado de robos de balón de la NBA en las estadísticas. Se retiró en 1982, tras haber promediado 9,2 puntos, 3,4 asistencias, tres rebotes y 1,6 robos de balón.

### Entrenador
En la temporada 1990-91 se hizo cargo del puesto de entrenador jefe de los Boston Celtics, a los que clasificó en cuatro (de cinco) ocasiones para los playoffs de la NBA. Pasó posteriormente por los banquillos de Milwaukee Bucks, Los Angeles Clippers y Philadelphia 76ers.